# إريك البراسين
النقيب إريك البراسين (بالإنجليزية: Eric Albarracin؛ مواليد 1983) هو مصارع أمريكي مُعتزل فاز بميداليات فضية في فئة 54 كجم حرة في بطولة عموم أمريكا وفي بطولة المصارعة العالمية العسكرية.

## وصلات خارجية
- إريك البراسين على موقع قاعدة بيانات المصارعة الدولية (الإنجليزية)